# André-François Ruaud
Œuvres principales
- La Cité d'en haut
- Sherlock Holmes, une vie
- Panorama illustré de la fantasy & du merveilleux

André-François Ruaud, né le 17 septembre 1963 à Angers, est un écrivain, essayiste, anthologiste et éditeur français.

## Biographie
Lors de ses études en « Métiers du livre » à Bordeaux, au milieu des années 1980, il a dirigé le recueil de nouvelles de son premier mentor, Jean-Pierre Hubert: Roulette-mousse, chez Denoël; et fondé en mars 1983 Yellow Submarine, maintenant devenu le plus ancien fanzine de science-fiction encore en activité. Attaché aux revues, il a présidé en 2005 à une renaissance de Fiction, la revue littéraire historique des années 1950 à 90 (direction des tomes 1 à 17), après avoir dirigé les trois derniers numéros de l'anthologie périodique Étoiles vives. Après avoir longtemps gagné sa vie dans une librairie de BD, il a quitté cette profession en octobre 2003 pour devenir directeur de la maison d'édition Les moutons électriques (2004-2025). Ayant déjà publié quelques nouvelles dans diverses revues et anthologies, il a publié son premier roman début 2006. Il écrit aussi des livres pour la jeunesse, en solo ou avec Fabrice Colin. Lorsqu'il prend sa casquette d'essayiste, il écrit sur les littératures policières et de l'imaginaire.
En 2021, il co-fonde Hypermondes, le premier festival consacré aux mondes de l'imaginaire en Nouvelle-Aquitaine.

## Œuvres

### Essais
- The History of British Progressive Rock of the Eighties (avec François Guirin) (essai), Acid Dragon, 1991
- Star Trek : le fabulaire du futur (essai), DLM, coll. Le Guide du Téléfan, 1995
- Arsène lupin (essai), DLM, coll. « Héros », 1996
- Star Trek, the Next Generation : l'utopie des étoiles (essai), DLM, coll. Le Guide du Téléfan, 1998
- Cartographie du merveilleux (essai), Gallimard, coll. Folio SF, 2001
- Le Dictionnaire féerique (essai), L'Oxymore, 2002
- Panorama illustré de la fantasy et du merveilleux (essai), Les moutons électriques, 2004
- Les Nombreuses vies d'Arsène Lupin (essai), Les moutons électriques, coll. Bibliothèque rouge, 2005, nouvelle version en 2008
- Les Nombreuses vies de Sherlock Holmes (avec Xavier Mauméjean) (essai), Les moutons électriques, coll. Bibliothèque rouge, 2005
- Les Nombreuses vies d'Hercule Poirot (avec Xavier Mauméjean) (essai), Les moutons électriques, coll. Bibliothèque rouge, 2006
- Science-fiction, une littérature du réel (avec Raphaël Colson) (essai), Klinksieck, coll. 50 questions, 2006
- Les Nombreuses vies de Dracula (avec Isabelle Ballester) (essai), Les moutons électriques, coll. Bibliothèque rouge, 2008
- Les Nombreuses vies de Frankenstein (essai), Les moutons électriques, coll. Bibliothèque rouge, 2008
- Les Nombreuses vies de Nero Wolfe - Un privé à New York (essai), Les moutons électriques, coll. Bibliothèque rouge, 2008
- Les Nombreuses morts de Jack l'Éventreur (avec Julien Bétan) (essai), Les moutons électriques, coll. Bibliothèque rouge, 2008
- Science-fiction, les frontières de la modernité (avec Raphaël Colson) (essai), Mnémos, 2008, rééd. augmentée 2014
- Space opera ! (avec Vivian Amalric) (essai), Les moutons électriques, coll. Bibliothèque des miroirs, 2009
- Les Nombreuses vies de Harry Potter (essai), Les moutons électriques, coll. Bibliothèque rouge, 2009
- Le Dico féerique, tome 1 Le règne humanoïde (essai), Les moutons électriques, coll. Bibliothèque des miroirs, 2010
- Le Dico féerique, tome 2 Le règne animal (essai), Les moutons électriques, coll. Bibliothèque des miroirs, 2010
- Géographie de Sherlock Holmes (avec Xavier Mauméjean) (beau livre), Les moutons électriques, coll. Bibliothèque rouge, hors série, 2011
- Sherlock Holmes, une vie (avec Xavier Mauméjean) (essai), Les moutons électriques, coll. Bibliothèque rouge, 2011 (rééd. Hélios, 2018)
- Arsène Lupin, une vie (essai), Les moutons électriques, coll. Bibliothèque rouge, 2011 (rééd. Hélios, 2018)
- Hercule Poirot, une vie (avec Xavier Mauméjean) (essai), Les moutons électriques, coll. Bibliothèque rouge, 2012 (rééd. Hélios, 2018)
- Le Dico féerique, tome 3 Le règne végétal (essai), Les moutons électriques, coll. Bibliothèque des miroirs, 2014
- Jack l'Éventreur, les morts (avec Julien Bétan) (essai), Les moutons électriques, coll. Bibliothèque rouge, 2014 (rééd. Hélios, 2018)
- Panorama illustré de la fantasy et du merveilleux (essai), nouvelle édition remaniée et augmentée, Les moutons électriques, 2015
- Sur les traces de Frankenstein (essai), Les moutons électriques, 2017
- Arthur Rackham (beau livre),  Les moutons électriques, 2017
- Edmund Dulac (beau livre),  Les moutons électriques, 2017
- William Heath Robinson (beau livre),  Les moutons électriques, 2017
- Panorama illustré de la fantasy et du merveilleux (essai), réédition semi-poche remaniée, Hélios, 2018
- London Noir (essai), Les moutons électriques, 2019
- Science-fiction ! (essai, avec Natacha Vas-Deyres et Serge Lehman), Les moutons électriques, 2022

### Romans
- La Cité d'en haut, Mnémos, 2006
- Les Vents de Spica, Rivière Blanche, 2008
- Sous le pseudonyme de Viat & Olav Koulikov :
- Mémoires d'un détective à vapeur, Saisons de l'étrange, 2018
- Souvenirs d'un détective à vapeur, Saisons de l'étrange, 2019
- Menace sur l'Empire, Saisons de l'étrange, 2020
- Confidences d'un détective à vapeur, Koikalit, 2021
- Archives d'un détective à vapeur, Koikalit, 2022
- Les Trois cœurs, Koikalit, 2022
- Enquêtes d'un détective à vapeur - florilège, Folio SF, 2023
- Les Arrière-mondes, Koikalit, 2023
- Voyages d'un détective à vapeur, Koikalit, 2024

### Recueil de nouvelles
- Le Garçon doré, La Clef d'Argent, 2010

### Ouvrages pour la jeunesse
- Les Terres elfiques (avec Patrick Larme) (bande dessinée), Jet Stream Productions, 2002
- Le Grimoire de Merlin (avec Fabrice Colin) (beau-livre jeunesse), ill par Arnaud Cremet, Hachette Jeunesse, 2007
- Le Livre des monstres - Chroniques du Monde noir (avec Fabrice Colin) (beau-livre jeunesse), Deux Coqs d'Or, 2008
- Le Voleur masqué (roman jeunesse), Mango, 2009
- Quête dans le Monde noir (avec Fabrice Colin) (beau-livre jeunesse), Deux Coqs d'Or, 2010
- Quête dans le Monde noir version poche (avec Fabrice Colin) (livre dont tu es le héros), Deux Coqs d'Or, 2011[3]
- Le Grimoire de Merlin (avec Fabrice Colin) (beau-livre jeunesse), ill par Arnaud Cremet, réédition Deux Coqs d'Or, 2012
- Le Grimoire des fées & lutins (avec Fabrice Colin) (beau-livre jeunesse), Deux Coqs d'Or, 2012
- L'île des chevaux merveilleux (avec Fabrice Colin) (beau-livre jeunesse), Deux Coqs d'Or, 2014

### Directions d'ouvrages
- Roulette mousse, Jean-Pierre Hubert, Denoël, 1987
- La Mante au fil des jours, Christine Renard, Fleuve Noir, 1998
- La Comédie inhumaine, Michel Pagel, Fleuve Noir, 1998
- Fées & Gestes (anthologie), Bifrost/Étoiles vives, 1998
- Passés recomposés (anthologie), Nestiveqnen, 2003
- Magie verte (anthologie), L'Oxymore, 2003
- Les Anges électriques (anthologie), Les moutons électriques, 2006
- Le Dico des héros (essai), Les moutons électriques, coll. Bibliothèque rouge, 2009
- Détectives rétro (anthologie, avec Christine Luce), Les moutons électriques, 2014
- Forêts ! (avec Alexandre Mare), Les moutons électriques, 2021
- Solarpunk, Les moutons électriques, 2024